# The High End of Low
The High End of Low – siódmy album studyjny Marilyn Manson. Oficjalna premiera albumu odbyła się 26 maja 2009 roku. Znajduje się na nim 15 utworów. Pierwszym wydanym singlem był We’re from America, drugim Arma-Goddamn-Motherfuckin-Geddon, a finałowym Running to the Edge of the World. Album dotarł do 31. pozycji notowania OLiS.

## Skład
- Marilyn Manson
- Twiggy Ramirez
- Chris Vrenna
- Ginger Fish
- Sean Beavan

## Lista utworów

### Wersja standardowa
1. Devour – 3:45
2. Pretty as a Swastika (wersja ocenzurowana: Pretty as a ($)) – 2:45
3. Leave a Scar – 3:54
4. Four Rusted Horses – 5:00
5. Arma-Goddamn-Motherfuckin-Geddon – 3:39
6. Blank and White – 4:27
7. Running to the Edge of the World – 6:25
8. I Want to Kill You Like They Do In the Movies – 9:01
9. WOW – 4:55
10. Wight Spider – 5:32
11. Unkillable Monster – 3:43
12. We’re from America – 5:04
13. I Have to Look Up Just to See Hell – 4:11
14. Into the Fire – 5:14
15. 15 – 4:20

### Wersja brytyjska
1. Arma-Goddamn-Motherfuckin-Geddon (Teddy Bears Remix)

### Brytyjska wersja winylowa
1. Pretty as a Swastika (Alternate Version)

### Wersja japońska
1. Arma-Goddamn-Motherfuckin-Geddon (Teddy Bears Remix)
2. Leave a Scar (Alternate Version)
3. Running to the Edge of the World (Alternate Version)
4. Wight Spider (Alternate Version)
5. Four Rusted Horses (Opening Titles Version)
6. I Have to Look Up Just to See Hell (Alternate Version)
7. Into the Fire (Alternate Version)

### Brytyjska wersja Deluxe
1. Leave a Scar (Alternate Version)
2. Running to the Edge of the World (Alternate Version)
3. Wight Spider (Alternate Version)
4. Four Rusted Horses (Opening Titles Version)
5. I Have to Look Up Just to See Hell (Alternate Version)
6. Fifteen

### Europejska wersja Deluxe
1. Arma-Goddamn-Motherfuckin-Geddon (Teddy Bears Remix)
2. Leave a Scar (Alternate Version)
3. Running to the Edge of the World (Alternate Version)
4. Wight Spider (Alternate Version)
5. Four Rusted Horses (Opening Titles Version)
6. I Have to Look Up Just to See Hell (Alternate Version)

## Teledyski
- Arma-Goddamn-Motherfuckin-Geddon (reż. Delaney Bishop)
- Running to the Edge of the World (reż. Nathan Cox, Marilyn Manson)